# Jodie Rettie
Pas d'image ? Cliquez ici

a Compétitions nationales et continentales officielles uniquement.

b Matchs officiels uniquement.
Jodie Rettie, née le 31 décembre 1990 à Great Yarmouth (Angleterre), est une joueuse internationale écossaise de rugby à XV évoluant principalement au poste de talonneuse.

## Biographie
Jodie Rettie naît le 31 décembre 1990 à Great Yarmouth en Angleterre.
En 2022, elle évolue en club aux Saracens. Elle compte 17 sélections en équipe d'Écosse quand elle est retenue en septembre 2022 pour disputer la Coupe du monde en Nouvelle-Zélande sous les couleurs de son pays.